# Floyd Westerman
Floyd Westerman, cunoscut și sub numele de Kanghi Duta („Corbul roșu” în limba dakota⁠(d)) sau Floyd Red Crow Westerman (n. 17 august 1936, Lake Traverse Indian Reservation⁠(d), Dakota de Nord, SUA – d. 13 decembrie 2007, Los Angeles, California, SUA), a fost un muzician, activist și actor al tribului Sisseton Wahpeton Oyate⁠(d). A fost cântăreț de muzică country la începutul carierei, iar ulterior a devenit actor, interpretând personaje amerindiene în filme și seriale americane. În calitate de activist, a promovat cauzele amerindienilor din Statele Unite. 

## Biografie
S-a născut Floyd Westerman în rezervația indiană Lake Traverse⁠(d), patria Sisseton Wahpeton Oyate, un trib recunoscut la nivel federal, unul dintre subtriburile din secțiunea Dakota de Est ale grupului Sioux, situat în statul Dakota de Sud. Numele său indigen⁠(d) Kanghi Duta înseamnă „Corb roșu” în limba dakota⁠(d).
La vârsta de 10 ani, Westerman a fost trimis la internatul Wahpeton, iar acolo l-a întâlnit pentru prima dată pe Dennis Banks⁠(d), viitorul lider al Mișcării amerindiene. Westerman și ceilalți copii au fost obligați să-și tundă părul lung și li s-a interzis să-și vorbească limbile materne. Această experiență a avut un impact profund asupra vieții sale, iar la maturitate și-a revendicat moștenirea culturală și a militat pentru conservarea culturilor indigene.
Acesta a absolvit Northern State University⁠(d) cu o diplomă de licență în învățământul secundar. Înainte să devină cântăreț de muzică country, a activat doi ani în United States Marine Corps.

## Cariera
A devenit cunoscut pentru melodiile sale country-western, explorând și criticând în versurile sale influențele europene asupra comunităților amerindiene. Acesta a colaborat cu Jackson Browne⁠(d), Bonnie Raitt⁠(d), Willie Nelson, Harry Belafonte, Joni Mitchell, Kris Kristofferson⁠(d) și Buffy Sainte-Marie⁠(d). În anii 1990, a plecat în turneu cu Sting pentru a strânge fonduri în vederea conservării pădurilor tropicale aflate pe cale de dispariție.
După ani de zile în industria muzicală, Westerman a devenit interesat de actorie. A debutat în film cu rolul din Renegades⁠(d) (1989). A fost căpetenia Ten Bears în Cel care dansează cu lupii (1990), „șamanul” cântărețului Jim Morrison în The Doors (1991), Standing Elk în Tillamook Treasure⁠(d) (2006) și căpetenia Eagle Horn în Hidalgo⁠(d) (2004). În septembrie 2007, Westerman a terminat filmările pentru lungmetrajul Swing Vote⁠(d) (2008).
În televiziune, Westerman a fost George în Dharma & Greg⁠(d), Ray în Walker, polițist texan (sezonul 1), One Who Waits în Northern Exposure⁠(d) și Albert Hosteen⁠(d) în Dosarele X. De asemenea, a realizat numeroase mesaje de interes public, inclusiv pentru Summitul Pământului⁠(d) din 1992.

## Moartea
Westerman a murit de leucemie la Centrul Medical Cedars-Sinai⁠(d) din Los Angeles pe 13 decembrie 2007.

## Filmografie parțială

### Film
- Powwow Highway (1989) - CB Radio Voice (voce)
- Renegades (1989) - Red Crow
- Dances with Wolves (1990) - Ten Bears
- The Making of 'Dances with Wolves' (1990, scurtmetraj documentar) - Floyd Westerman
- Son of the Morning Star (1991, miniserie de televiziune) - Sitting Bull
- The Doors (1991) - Shaman
- Clearcut (1991) - Wilf
- The Broken Chain (1993, film de televiziune) - Tribe Elder
- Jonathan of the Bears (1994) - căpetenia Tawanka
- Lakota Woman: Siege at Wounded Knee (1994, film de televiziune) - Bunicul lui Mary
- 500 Nations (1995, miniserie de televiziune) - (voce)
- Buffalo Girls (1995, miniserie de televiziune) - No Ears
- Dusting Cliff 7 (1997) - Indian Bob
- The Brave (1997) - Papa
- Naturally Native (1998) - Chairman Pico
- Grey Owl (1999) - Pow Wow Chief
- Graduation Night (2003) - Old Man
- Atlantis: Milo's Return (2003) - Chakashi (voce)
- Dreamkeeper (2003, film de televiziune) - Iron Spoon
- Hidalgo (2004) - Chief Eagle Horn
- Tillamook Treasure (2006) - Standing Elk
- Comanche Moon (2008, miniserie de televiziune) - First Old Comanche
- Swing Vote (2008) - căpetenia Running Bear (rol de film final)

### Televiziune
- MacGyver (1988, serial de televiziune) - Two Eagles
- Captain Planet and the Planeteers (1990, serial de televiziune) - Indian Chief (voce)
- L.A. Law (1991, serial de televiziune) - judecătorul William Gainser
- Northern Exposure (1991-1993, serial de televiziune) - One-Who-Waits
- Murder, She Wrote (1992, serial de televiziune) - Uncle Ashie Nakai
- Walker, Texas Ranger (1993-1994, serial de televiziune) - Uncle Ray Firewalker; 26 de episoade
- 500 Nations (1995, miniserie de televiziune) (voce)
- Roseanne (1995, serial de televiziune) - Floyd
- The X-Files (1995-1999, serial de televiziune) - Albert Hosteen
- The Pretender (1997, serial de televiziune) - Ernie Two Feathers
- Baywatch Nights (1997, serial de televiziune) - Indian Guide Wahote
- Poltergeist: The Legacy (1997, serial de televiziune) - Ezekial
- Millennium (1997, serial de televiziune) - Old Indian
- Dharma & Greg (1997-2001, serial de televiziune) - George Littlefox
- Judging Amy (2001, serial de televiziune) - Mr. Wheeler

## Discografie
- Custer Died for Your Sins (1969)
- Indian Country (1970)
- Custer Died for Your Sins (re-recording; 1982)
- The Land is Your Mother (1982)
- A Tribute to Johnny Cash (2006)